# Romy Rutherford
Romy Grace Rutherford Parentti (Santiago de Chile, 1970) es una abogada y jueza chilena, conocida por su trabajo como ministra en visita de la Corte Marcial del Ejército en el marco de los procesos judiciales relacionados con el denominado «Milicogate». 

## Biografía
Nació en Santiago, hija del segundo matrimonio del reconocido abogado penalista Luis Rutherford Dunker y Ester Parentti Opazo. Su infancia la pasó en la comuna de La Reina en una familia de clase media. Estudió en el Colegio Mariano de Schoenstatt, en Providencia, y su último año de escolaridad fue en Alemania, donde perfeccionó el idioma alemán, que ya a esa edad practicaba. Estudió Derecho en la Universidad Gabriela Mistral, y posteriormente cursó un magíster en la Pontificia Universidad Católica de Chile.
Ingresó al Poder Judicial en 1996 como relatora de la Corte de Apelaciones de Santiago. Años después, se empezó a desempeñar como jueza en el Segundo Juzgado del Crimen de Santiago, donde se hizo conocida en 2007, cuando congeló las cuentas equivalentes a US $300 millones ligadas al grupo de casas pertenecientes al “Clan Mazza”, al demostrar que se trataba de lavado de dinero, la cifra más grande hasta ese momento. Otro caso emblemático que tramitó, en 2004, fue la indagatoria por una red de pederastas liderada por el empresario Claudio Spiniak, en lo que se conoció como Caso Spiniak.
En 2013 es nombrada relatora de la Corte Suprema de Chile. Desde 2014 ejerce como ministra de la Corte de Apelaciones de Santiago.  Entre 2017 y 2023, se desempeñó como ministra en visita en la Corte Marcial del Ejército.

### Caso «Milicogate»
En marzo de 2017, Romy Rutherford asumió la investigación del millonario fraude al fisco realizado por altos mandos del Ejército de Chile, conocido como «Milicogate», cuando el entonces integrante de la Corte Marcial, Omar Astudillo, cumplió su período reglamentario de tres años. El caso cuenta con más de 40 aristas, por las cuales se han procesado a varios ex Comandantes en Jefe del Ejército, como Óscar Izurieta, Juan Miguel Fuente-Alba, Humberto Oviedo y Ricardo Martínez, entre otros. En septiembre de 2023 concluyó sus labores como ministra en visita, tras no haber sido renovada por la Corte Suprema en dicha calidad, y la investigación por el Caso Milicogate quedará en manos de otro integrante de la Corte Marcial.
En diciembre de 2023 se anunció que Rutherford postuló al puesto de ministra de la Corte Suprema de Chile, en reemplazo de Haroldo Brito, quien cumplió la edad máxima para ejercer dicho cargo.